# Округ Огаста (Вирџинија)
Округ Огаста (енгл. Augusta County) је округ у америчкој савезној држави Вирџинија.

## Демографија
По попису из 2010. године број становника је 73.750, што је 8.135 (12,4%) становника више него 2000. године.
| Група             | 2000.          | 2010.          |
| Белци             | 61.970 (94,4%) | 68.011 (92,2%) |
| Афроамериканци    | 2.360 (3,6%)   | 2.930 (4,0%)   |
| Азијати           | 185 (0,3%)     | 368 (0,5%)     |
| Хиспаноамериканци | 620 (0,9%)     | 1.525 (2,1%)   |
| Укупно            | 65.615         | 73.750         |